# Skarláttangara
A skarláttangara (Piranga olivacea)  a madarak osztályának verébalakúak (Passeriformes) rendjébe és a kardinálispintyfélék (Cardinalidae) családjába tartozó  faj.

## Előfordulása
Az Amerikai Egyesült Államok és Kanada területén költenek, a telelni Közép-Amerikán keresztül, Bolíviáig vonul. Erdők, parkok és kertek lakója.

## Megjelenése
Testhossza 17 centiméter. A hím feje és teste élénk piros tollazatú, szárnya és farka fekete. A tojó tollazata olivazöld, de neki is szárnya és farka fekete. Kúp alakú csőrének széle lefele hajlik.
|  |  |

## Szaporodása
A fészket a tojó készíti, fészekalja 3–5 tojásból áll, melyet 13 nap alatt kikölt.